# Novaledo
Novaledo é uma comuna italiana da região do Trentino-Alto Ádige, província de Trento, com cerca de 882 habitantes. Estende-se por uma área de 7 km², tendo uma densidade populacional de 126 hab/km². Faz divisa com Frassilongo, Roncegno, Borgo Valsugana, Pergine Valsugana e Levico Terme.